# Aomori prefektúra
Aomori prefektúra (japán írással: 青森県 (Aomori-ken), nevének jelentése: kék erdő) Japán egyik közigazgatási egysége. Honsú sziget északi részén, Tóhoku régióban található. Fővárosa Aomori.

## Városok
10 város található ebben a prefektúrában.
- Aomori
- Gosogavara
- Hacsinohe
- Hirakava
- Hiroszaki
- Kuroisi
- Miszava
- Mucu
- Tovada
- Cugaru

## Kisvárosok és falvak
| - Higasicugaru körzet - Hiranai - Imabecu - Szotogahama - Jomogita - Kamikita körzet - Nohedzsi - Oirasze - Rokkaso - Rokunohe - Sicsinohe - Tóhoku - Jokohama | - Kitacugaru körzet - Itajanagi - Nakadomari - Curuta - Minamicugaru körzet - Fudzsiszaki - Inakadate - Óvani - Nakacugaru körzet - Nisimeja - Nisicugaru körzet - Adzsigaszava - Fukaura | - Szannohe körzet - Gonohe - Hasikami - Nanbu - Szannohe - Singó - Takko - Simokita körzet - Higasidóri - Kazamaura - Óma - Szai |  |